# Етильна група

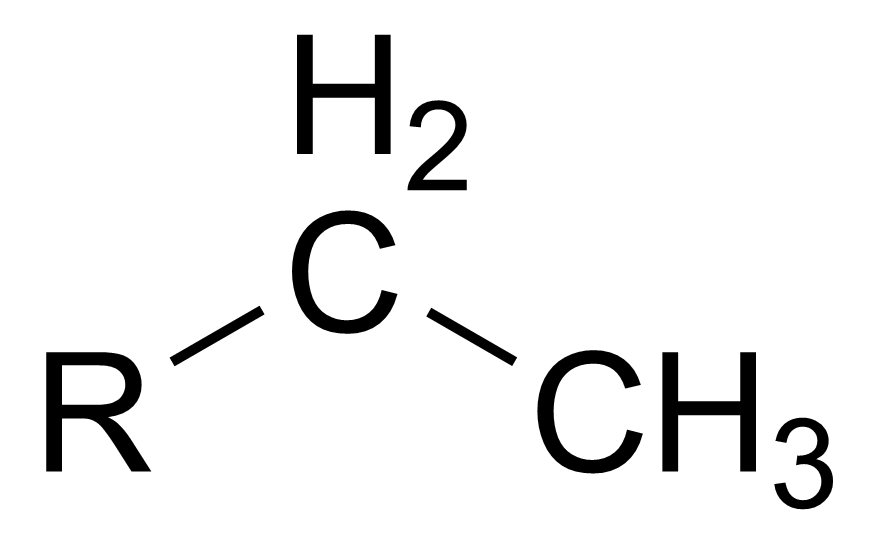
Структура типової етилової групи

Ети́л або ети́льна група С2Н5 — функціональна група, що входить до складу хімічних сполук.
Введення етильної групи може здійснюватися:
- За реакцією SN2 заміщення при використанні йодетану, діетилсульфату, етилтозилату.

Et2NH + EtI → Et3N*HI
- При реакції сполук з електрофільними групами (С-Hal, С=O, -CN) з металоорганічними сполуками (EtMgCl, Zn(CH2CH3)2): Me2CO + EtMgCl → EtMe2C-O-MgCl

Введення у сполуку етильної групи збільшує ліпофільність речовини.

## Етильний радикал
Вільний етильний радикал отримують розщепленням бутану. Час життя — близько кількох мікросекунд, але він може бути збільшеним за допомогою інгібіторів. Хімічно дуже активний, легко димеризується з утворенням бутану
CH2CH3• + •CH2CH3 → CH3CH2CH2CH3
Утворюється у вільному вигляді при деяких реакціях:
- При розпаді  тетраетилсвинцю: Pb(CH2CH3)4 →(t) Pb + 4CH3CH2•
- При розпаді деяких  азосполук (містять групу -N=N-)
- При реакції хлорування, нітрування, окиснення етану: Cl2 (hν або t°) → 2Cl•

Cl• + CH3CH3 → HCl + CH3CH2•
Легко реагує з киснем, галогенами та іншими речовинами.